# Matías Romero (Oaxaca)
Pour les articles homonymes, voir Matías Romero.
 Matías Romero  est une ville et une municipalité située dans l'Oaxaca, dans le sud-ouest du Mexique. La ville est nommée d'après l'homme politique et diplomate Matías Romero (en). La municipalité couvre une superficie de 1 459,54 km22. Elle fait partie du district Juchitan dans l'ouest de l'Istmo de Tehuantepec
En 2015, la municipalité a une population totale de 39 828 habitants.

## Tremblement de terre de 2017
Selon le US Geological Survey, le 23 septembre 2017 au matin, un tremblement de terre de magnitude 6,1 a été détecté à une vingtaine de kilomètres au sud-est de Matías Romero. L'épicentre se situait entre les épicentres des deux tremblements plus violents qui avaient eu lieu plus tôt dans le mois au Chiapas et dans l'État de Puebla.